# BiblioTech
BiblioTech是一間位於美國德克薩斯州比爾縣的圖書館，是全球首家推行無紙化的圖書館。

## 历史
由法官納爾遜·沃爾夫創立，於2013年第3季開幕。BiblioTech佔地約5千平方呎，館藏逾萬本電子書，並設有多部筆記型電腦、平板電腦及電子閱讀器供讀者借出使用。